# Uovo con galletto
L'Uovo con galletto (o Uovo orologio con galletto, per molto tempo chiamato Uovo orologio con cucù) è una delle uova imperiali Fabergé, un uovo di Pasqua gioiello che l'ultimo Zar di Russia, Nicola II donò a sua madre, l'Imperatrice vedova Marija.
Fu fabbricato a San Pietroburgo nel 1900 sotto la supervisione di Michael Perkhin, per conto del gioielliere russo Peter Carl Fabergé, della Fabergè che, vari mesi dopo averlo consegnato, emise la seguente fattura:
L'uovo con il Cucù o Galletto è un'interpretazione di Fabergé degli orologi con uccelli-carillon del XVIII secolo e XIX secolo, tecnicamente legato alle gabbie d'oro smaltato con analoghi carillon per le quali Ginevra era divenuta famosa intorno al 1800.
Questo è il primo delle quattro uova con uccelli-carillon di Fabergè, le altre sono l'Uovo dell'alloro del 1911, l'Uovo con gallo fatto nel 1904 per Barbara Kelch e l'Uovo per Rothschild del 1902.

## Proprietari
In una lettera del 5 aprile 1900 inviata da Nicola II alla madre, che quell'anno aveva trascorso la Pasqua a Mosca, si menziona l'uovo per la prima volta:
L'uovo fu custodito nel Palazzo Aničkov fino alla rivoluzione del 1917 quando, dopo la caduta della dinastia Romanov, fu confiscato dal Governo Provvisorio Russo e portato al Palazzo dell'Armeria; nel 1922 fu trasferito, insieme ad altri preziosi, al Sovnarkom; attorno al 1927 fu una delle nove uova vendute dall'Antikvariat ad Emanuel Snowman della gioielleria Wartski.
Nel 1949, Wartski lo vendette alla signora Isabella S. Lowe dalla quale lo riacquistò quattro anni dopo per rivenderlo nel 1970 a Robert H. Smith di Washington, D.C..
Per conto di quest'ultimo l'uovo fu venduto all'asta da Christie's di Ginevra, a Bernhard C. Solomon di Los Angeles per 227.700 dollari, il 20 novembre del 1973.
A seguito del divorzio di Solomon l'uovo fu messo all'asta da Sotheby's di New York nel giugno 1985 ed aggiudicato per 1.760.000 di dollari a Malcolm Forbes.
Il 4 febbraio 2004 la casa d'aste Sotheby's ha annunciato che, senza passare per una pubblica asta, la Forbes Magazine Collection era stata acquistata da Viktor Vekselberg per quasi 100 milioni di dollari, in questo modo più di 180 opere d'arte Fabergé, incluso l'Uovo con galletto e altre otto delle rare uova imperiali, dopo circa ottant'anni sono tornate nel loro paese d'origine dove dal novembre 2013 sono esposte al Museo Fabergé di San Pietroburgo.

## Descrizione
L'uovo, che presenta un interessante accostamento di stili, è in oro giallo opaco, verde e rosso, smaltato in viola, lilla e verde trasparente, bianco opaco e bianco-perla opalescente, con diamanti taglio-rosetta, rubini e perle.
La parte del guscio non occupata dal quadrante è smaltata in bianco opaco e viola traslucido su fondo guilloché, ed è divisa orizzontalmente da una cornice che si allarga in tre mensole con sopra delle foglie di acanto.
Sotto le mensole tre snelli puntoni inclinati, smaltati in bianco-perla traslucido con applicazioni in stile Régence, ed un supporto centrale conico sostengono l'uovo, con la punta rivolta verso il basso, su una base di forma circolare che ha i lati convessi smaltati in lilla traslucido e la parte superiore smaltata in bianco opaco.
Sulla base sono posti tre grossi diamanti ognuno al centro di un elaborato cartiglio d'oro, traforato e decorato con volute di fogliame e festoni di frutta.
Il quadrante dell'orologio, incorniciato con una fila di perle fissate tra bordi di lucido oro rosso, è posto in un'area ovale del guscio, smaltata in bianco opaco e contornata nella parte superiore da un arco di rami d'alloro baccati su una griglia decorata con diamanti e perle e nella parte inferiore da una frangia traforata e decorata con diamanti, alla quale sono appese nappe e festoni di frutta.
I numeri arabi decorati con diamanti sono posti al centro di aree circolari smaltate in bianco-perla traslucido su fondo a raggiera, all'interno di cerchi di smalto bianco opaco, tra piccoli trifogli in smalto verde smeraldo traslucido. 
Il perno centrale sul quale girano le lancette d'oro rosso è in un'area circolare simile, più grande e decorata con un motivo in oro giallo.
Gli elaborati arabeschi della griglia traforata del coperchio e della parte posteriore del guscio sono analoghi a quelli frequenti nelle incisioni dei primi del XVII secolo e sugli argenti di Augusta di questo periodo.
Una fotografia d'archivio mostra una perla a goccia che, originariamente, era appesa ad un anello sotto il quadrante.

### Sorpresa
Sulla parte posteriore del guscio è posto un pulsante che, quando viene premuto, apre una griglia circolare d'oro traforato sopra l'uovo, dal quale emerge una piattaforma d'oro con sopra un galletto con vere piume, zampe d'oro e occhi fatti con rubini cabochon, che canta muovendo le ali ed il becco; alla fine del canto esso ridiscende dentro l'uovo e la griglia si chiude.
Il semplice meccanismo è indipendente dal movimento dell'orologio, il canto è prodotto da un piccolo mantice.
La data 1900 è inscritta sulla parte superiore della griglia, sotto un diamante.